# Hoploplana inquilina
Hoploplana inquilina är en plattmaskart. Hoploplana inquilina ingår i släktet Hoploplana och familjen Hoploplanidae. Inga underarter finns listade i Catalogue of Life.